# Voorkiem

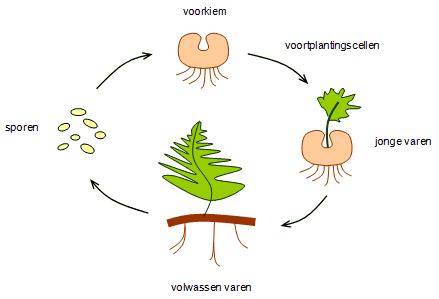
Levenscyclus van de varen

De voorkiem, prothallium (van het Grieks: θαλλός, thallos = groene spruit, vgl. thallus) of protonema is de uit een haploïde spore groeiende generatie bij Embryophyta (landplanten). De haploïde voorkiem vormt de organen voor de geslachtelijke voortplanting: de (vrouwelijke) archegonia met de eicel, en de (mannelijke) antheridia met de spermatozoïden.
Zo hebben de varens een levenscyclus met daarin afwisselend twee generaties, planten die uiterlijk sterk van elkaar verschillen: de voorkiem en de uiteindelijke, diploïde varenplant. Bij sommige varens en bij zaadplanten (naaktzadigen en bedektzadigen) blijft de vrouwelijke voorkiem (macroprothallium) binnen de wand van de macrospore en is van microscopische afmetingen. De mannelijke voorkiem (microprothallium) is enkele cellen groot en blijft binnen de wand van de microspore. Dergelijke microsporen met voorkiem worden bij zaadplanten pollen of stuifmeel genoemd.
Het protonema (Grieks: νῆμα, nēma = draad; meervoud: protonemata) bij mossen komt ten dele overeen met de voorkiem. Op het protonema groeit een groter aantal haploïde mosplanten, waarop de organen voor de geslachtelijke voortplanting worden gevormd en uiteindelijk de bevruchting plaatsvindt. Uit de bevruchte eicel (zygote) groeit het diploïde sporofyt met het sporenkapsel. Ook mossen hebben een levenscyclus met een generatiewisseling en met een kernfasewisseling: de sporofyt met het sporenkapsel vormt hier de diploïde generatie.
Het prothallus dat bij korstmossen voorkomt, is niet vergelijkbaar met een voorkiem. Een voorbeeld is het prothallus bij witgerande stofkorst (Haematomma ochroleucum) dat bij het korstvormige en grijsblauwe tot grijsgroene thallus een veelal een helderwitte rand van hyfen vormt.

## Mossen
Bij mossen, levermossen en hauwmossen ontstaat het protonema uit een spore. Het protonema is gewoonlijk draadvormig, maar kan ook uit een celklomp of celplaatje bestaan. Hierop ontwikkelen zich meerdere mosknoppen. Uit een mosknop groeit op zijn beurt een mosplantje. De mosplantjes zijn ook haploïde.
De gametangia (archegonia en antheridia) bevinden zich op de mosplanten in gametoecia (min of meer ingewikkelde combinaties van gametangia en blaadjes).
Na de bevruchting van de eicel in het archegonium door een spermatozoïde ontstaat het diploïde zygote, die uitgroeit tot de sporofyt met het sporogoon of sporenkapsel, die blijft parasiteren op de mosplant (de gametofyt).
Bij mossen heeft het sporenkapsel veelal bladgroen, huidmondjes en een cuticula en in de kapselsteel een bundel met water en voedingsstoffen geleidend weefsel. In het urntje worden de sporen gevormd door de reductiedeling, waarbij het bij de bevruchting verdubbelde aantal chromosomen weer enkel wordt. Gewoonlijk zijn mossen isospoor. Heterospore soorten met mannelijke en vrouwelijke prothallia en mosplanten zijn erg zeldzaam.

## Varens
Onder de groep van de varens zijn er isospore soorten, waar alle sporen gelijk van vorm en afmetingen zijn, en heterospore soorten, waar er twee formaten sporen zijn: de kleinere, mannelijke microsporen en de grotere, vrouwelijke macrosporen (in Engelstalige literatuur: 'megaspores').
Sporen worden door de diploïd varenplant, de sporofyt, door middel van meiose gevormd in sporangia (sporendoosjes), bij heterospore soorten in mannelijke microsporangia en in vrouwelijke macrosporangia (in Engelstalige literatuur: 'megasporangia').

### Isospore varens
Zodra een spore op een plaats terechtkomt met voldoende vocht en licht kiemt deze en groeit er een haploïde voorkiem (prothallium) uit. Bij isospore varens, zoals praktisch alle landvarens zoals de niervarens, groeit het prothallium (de voorkiem) tot een onafhankelijk levend plantje uit. Het is een klein, tweelobbig of hartvormig plantje, ongeveer ½ cm breed en 1 cel dik, dat zich met kleine eencellige rizoïden vastzet in de bodem.
De voorkiem is de gametofyt (Grieks γαμεῖν, gamein= huwen) die overgaat tot geslachtelijke voortplanting. Na enkele maanden ontstaan bovenaan tussen beide lobben de archegonia (vrouwelijke geslachtsorganen) of en onderaan tussen de rizoïden de antheridia (mannelijke geslachtsorganen).
Door middel van mitose worden de gameten gevormd: eicellen en zaadcellen. Elk archegonium bevat een eicel. Zodra de voorkiem nat wordt, kunnen de zaadcellen uit de antheridia naar de eitcellen zwemmen en deze bevruchten. De noodzaak van de aanwezigheid van een dun waterlaagje tijdens de bevruchting maakt dat mossen en varens in hun verspreiding beperkt zijn tot plaatsen waar ten minste periodiek voldoende neerslag valt.

### Heterospore varens
Bij heterospore varens, zoals bij Azolla (kroosvarens) en bij Salvinia (vlotvarens), zitten de sporangia in een omhulsel, het sporocarp.
De macrosporen met het macroprothallium blijven soms binnen de wand van het macrosporangium zitten en kiemen ter plaatse. Het macroprothallium (de vrouwelijke voorkiem) blijft zeer klein en binnen de macrosporewand.
De microsporen komen vrij en worden door de wind verspreid. De zeer kleine mannelijke voorkiem, het microprothallium vormt antheridia, die zelf weer de zaadcellen vormen. De zaadcellen zwemmen naar de eicellen en bevruchten deze. De zygote, het versmeltingsproduct van de gameten, is diploïde.
Enige tijd na de bevruchting ontstaat op de voorkiem uit de zygote een diploïde sporofyt met een echte primaire wortel en een klein primair blad. Eerste jaar vergaat de voorkiem en ontstaan geleidelijk meer bladeren en wortels. De eerste blaadjes lijken nog niet op die van de uiteindelijke varenplant. Het duurt ruim twee jaar vooraleer de eerste sporendragende bladen of veren tevoorschijn komen.

## Zaadplanten
Ook bij de zaadplanten is een sporofyt en gametofyt aan te wijzen, maar wel met moeite. De sporofyt is ook daar de eigenlijke plant. De gametofyt is het primair endosperm, dat morfologisch homoloog is met het prothallium. Ook hier wordt de term 'voorkiem' niet gebruikt.